# Подстаринский сельсовет
Подстаринский сельсовет — упразднённая административная единица на территории Ивацевичского района Брестской области Республики Беларусь.

## История
Подстаринский сельский Совет с центром в д. Подстарины был образован 12 октября 1940 года. С июня 1941	по июль 1944 года территория сельсовета была оккупирована фашистскими войсками. 16 июля 1954 года центр перенесён в д. Кушнеры с переименованием сельсовета. 16 февраля 1987 года центр перенесён в д. Подстарины с переименованием сельсовета.
Названия:
- с 12.10.1940 — Подстаринский сельский Совет депутатов трудящихся[2]
- с 16.7.1954 — Кушнеровский сельский Совет депутатов трудящихся
- с 7.10.1977 — Кушнеровский сельский Совет народных депутатов
- с 16.2.1987 — Подстаринский сельский Совет народных депутатов
- с 15.3.1994 — Подстаринский сельский Совет депутатов[3]

Административная подчинённость:
- с 12.10.1940 — в Коссовском районе
- с 20.09.1947 — в Ивацевичском районе[2]
- с 25.12.1962 — в Берёзовском районе
- с 6.1.1965 — в Ивацевичском районе[3].

24 августа 2022 года Подстаринский сельсовет упразднён. Земли упразднённого сельсовета с расположенными на них агрогородком Подстаринь, деревнями Борки, Кушнеры, Озерцо, Руда, Сеньковичи, Холопья включены в состав Яглевичского сельсовета.

## Состав
Подстаринский сельсовет включает 7 населённых пунктов:
- Борки — деревня.
- Кушнеры — деревня.
- Озерцо — деревня.
- Подстаринь — агрогородок.
- Руда — деревня.
- Сеньковичи — деревня.
- Холопья — деревня.

## Промышленность и сельское хозяйство
- СПК «Подстаринь», ООО «Массив-древ», Борецкое лесничество ГЛХУ «Ивацевичский лесхоз».

## Социальная сфера
- ГУО «Подстаринская средняя школа», ГУО «Подстаринский детский сад».
- Сеньковичский сельский клуб, Подстаринский сельский Дом культуры, сельская библиотека агрогородка Подстаринь.
- ГУ «Коссовский психоневрологический дом-интернат для престарелых и инвалидов», фельдшерско-акушерские пункты: агрогородок Подстаринь, деревня Кушнеры.
- Комплексный приемный пункт агрогородка Подстаринь.